# حمام لج
حمام لج مربوط به دوره صفوی است و در شهرستان مهاباد، روستای لج واقع شده و این اثر در تاریخ ۷ مهر ۱۳۸۱ با شمارهٔ ثبت ۶۱۸۸ به‌عنوان یکی از آثار ملی ایران به ثبت رسیده است.
در منطقه «شار ویران» (شهر ویران) که به دلیل وجود رودخانه جانداران از دیرباز مرکز سکونت بوده و در کنار روستای تاریخی لج بر ساحل شرقی رودخانه، در فاصله بیست و یک کیلومتری شهر مهاباد، بنای حمامی قدیمی از دوره صفویه واقع است که به نام همان روستا، حمام لج خوانده می‌شود. پی‌ها و زیر بنای حمام از سنگ‌های موجود محلی و بقیه بنا از آجر چهار گوش قرمز رنگ است. زیر بنای عمومی این حمام از سنگ ساخته شده و از ارتفاع معینی به صورت آجرهای سرخ رنگ محلی مشابه با آجرهای مسجد جامع مهاباد و پل سرخ - که تخریب شده - است. توجه به تاریخ بنای مسجد و شیوه معماری گنبدهای شبستان آن و هشتیهای زیبا و مراجعه به تاریخ اجتماعی منطقه و سبک هنر معماری اواخر دوره صفوی، قدمت این حمام را به دوران شاه سلیمان صفوی و شاید اندکی قبل از وی و زمان حکمرانی صارم بیگ مکری و نواده او بداق سلطان یعنی سال ۱۰۵۰ تا ۱۱۰۰ ه‍.ق می‌رساند. محوطه زیر گنبد ورودی به صورت چهار طاقی و فواصل زیر دوپایه طاق دار چهار متر است. پایه‌ها به صورت مربع و هر ضلع آن ۵/۱ متر است. به نظر می‌رسد که نخستین اتاق رختکن عمومی بوده، که با یک خروجی در سوی مقابل به راهرو انشعابی می‌رسد. ارتفاع فعلی کف این محوطه ۱/۲۰ متر است که ورودی آن به ۱۰/۱ متر کاهش پیدا می‌کند. طول راهرو انشعابی که در جهت شمالی - جنوبی ساخته شده ۷۰/۴ متر و عرض ۳۰/۲ متر بوده است. در سمت چپ ورودی راهرو طاقداری به ارتفاع فعلی ۱۰/۱ متر به خلوتخانه یا محل نظافت شخصی منتهی می‌شود. خلوتخانه نیز به صورت گنبدی و اضلاع شرقی و غربی آن ۳۰/۳ و اضلاع شمالی و جنوبی ۱۰/۳ متر است. در منتهی‌الیه شمال راهرو در طاقدار دیگری بعد از یک پیچ کوچک به سمت شرق راه می‌یابد و وارد حمام اصلی می‌شود. ارتفاع کنونی این ورودی تا کف حمام اصلی ۳۰/۲ متر است که یقیناً به مرور کاهش یافته و در زیر کف کنونی سنگ‌های یکپارچه دارد. محیط گرمابه اصلی از درون ۳۵ متر مربع است که به صورت سه قسمت پیوسته با خشت بنا شده و ارتفاع فعلی آن از کف زمین تا قسمت آجری ۷۵/۱ متر است که احتمالاً به مرور کم شده است. رو به روی ورودی، حمام قرار دارد که اندازه واقعی آن نامعلوم و ارتفاع فعلی گنبدها تا سطح ۶ متر است. قسمت فوقانی بنا، که آجرهای قرمز رنگ دارد، با نوعی گچ کاری همراه با پودر سنگ ویژه‌ای پوشانده شده که حکایت از کهنگی صدها ساله دارد. مجموعاً فضای عمومی حمام به صورت مستطیل و عرض آن در جنوب و شمال ۱۳ و طول آن در غرب و شرق ۲۰ متر و دارای دو گنبد آجری است که محیط گنبد ورودی ۴۰/۱۴ متر و پیرامون گنبد حمام اصلی ۱۴ متر است. شش گنبد کوچک‌تر آجری نیز اندازه‌های متفاوت دارد. آب مورد استفاده با لوله‌های سفالی به قطر ۱۴ سانتی‌متر و طول ۳۰ سانتی‌متر به حمام راه می‌یافته و احتمالاً از کانالی از رودخانه مهاباد، که در کنار حمام جاری است و در آن زمان به قصد آبیاری بنا شده و بند لج خوانده می‌شود، به داخل حمام منتقل می‌شده است. قطعاً محل حرارتی و کوره خانه (تون) این حمام باید در کنار آن باشد. نوع سوخت آن نیز به احتمال از چوب جنگلی بوده که فعلاً محل آن مشهود نیست.